# Budimír
Budimír és un poble i municipi d'Eslovàquia. Es troba a la regió de Košice, a l'est del país.

## Història
La primera referència escrita de la vila data del 1289.

## Demografia
| Godina             | 1994 | 2004   | 2014    | 2024    |
| ------------------ | ---- | ------ | ------- | ------- |
| Nombre de persones | 862  | 872    | 1115    | 1397    |
| Diferència         |      | +1,16% | +27,86% | +25,29% |

| Godina             | 2023 | 2024   |
| ------------------ | ---- | ------ |
| Nombre de persones | 1369 | 1397   |
| Diferència         |      | +2,04% |